# メイシー・チアソン
メイシー・チアソン（Macy Chiasson、1991年7月27日 - ）は、アメリカ合衆国の女性総合格闘家。ルイジアナ州ニューオーリンズ出身。トリンプ・クラヴ・マガ／フォルティスMMA／ミッドシティMMA所属。UFC世界女子バンタム級ランキング5位。The Ultimate Fighter 28女子フェザー級トーナメント優勝。

## 来歴
交通事故に遭い3週間の入院を強いられ、退院後、体力をつけるために19歳から総合格闘技のトレーニングを始め、その後はクラヴ・マガを経験する。2017年にプロ総合格闘技デビュー。

### The Ultimate Fighter
2018年8月、リアリティ番組「The Ultimate Fighter」のシーズン28に参加。ケルヴィン・ガステラム率いるチーム・ガステラムに所属。女子フェザー級トーナメント準々決勝でラリッサ・パシェコと対戦し、1RTKO勝ち。準々決勝でリア・レットソンと対戦し、1RTKO勝ち。

### UFC
2018年11月30日、The Ultimate Fighter 28 Finaleの決勝戦でパニー・キアンザドと対戦し、リアネイキドチョークで2R一本勝ち。トーナメント優勝を果たした。
2019年3月2日、バンタム級初戦となったUFC 235でジーナ・マザニーと対戦し、右フックでダウンを奪いパウンドで1RTKO勝ち。
2019年5月4日、UFC Fight Night: Iaquinta vs. Cowboyでサラ・モラスと対戦し、パウンドで2RTKO勝ち。パフォーマンス・オブ・ザ・ナイトを受賞した。
2019年9月28日、UFC Fight Night: Hermansson vs. Cannonierで女子バンタム級ランキング12位のリナ・ランズバーグと対戦し、0-3の判定負け。キャリア初黒星を喫した。
2021年3月20日、UFC on ESPN: Brunson vs. Hollandで女子バンタム級ランキング9位のマリオン・レノーと対戦し、3-0の判定勝ち。
2022年9月10日、UFC 279で女子バンタム級ランキング4位のアイリーン・アルダナと140ポンド契約で対戦し、ボディへの蹴り上げで3RTKO負け。
2024年3月16日、UFC Fight Night: Tuivasa vs. Tyburaで女子フライ級ランキング6位のパニー・キアンザドと対戦し、リアネイキドチョークで1R一本勝ち。パフォーマンス・オブ・ザ・ナイトを受賞した。
2024年6月29日、UFC 303で女子バンタム級ランキング3位のマイラ・ブエノ・シウバと対戦し、2RにドクターストップでTKO勝ち。2試合連続のパフォーマンス・オブ・ザ・ナイトを受賞した。

## 戦績
| 総合格闘技 戦績 | 総合格闘技 戦績 | 総合格闘技 戦績 | 総合格闘技 戦績 | 総合格闘技 戦績 | 総合格闘技 戦績 | 総合格闘技 戦績 |
| --------------- | --------------- | --------------- | --------------- | --------------- | --------------- | --------------- |
| 14 試合         | (T)KO           | 一本            | 判定            | その他          | 引き分け        | 無効試合        |
| 10 勝           | 3               | 3               | 5               | 0               | 0               | 0               |
| 4 敗            | 1               | 1               | 2               | 0               | 0               | 0               |

| 勝敗 | 対戦相手               | 試合結果                          | 大会名                                                            | 開催年月日     |
| ×    | ケトレン・ヴィエラ     | 5分3R終了 判定0-3                 | UFC Fight Night: Blanchfield vs. Barber                           | 2025年5月31日  |
| ○    | マイラ・ブエノ・シウバ | 2R 1:58 TKO（ドクターストップ）   | UFC 303: Pereira vs. Procházka 2                                  | 2024年6月29日  |
| ○    | パニー・キアンザド     | 1R 3:54 リアネイキドチョーク      | UFC Fight Night: Tuivasa vs. Tybura                               | 2024年3月16日  |
| ×    | アイリーン・アルダナ   | 3R 2:21 TKO（ボディへの蹴り上げ） | UFC 279: Diaz vs. Ferguson                                        | 2022年9月10日  |
| ○    | ノルマ・ドゥモン       | 5分3R終了 判定2-1                 | UFC 274: Oliveira vs. Gaethje                                     | 2022年5月7日   |
| ×    | ラケル・ペニントン     | 2R 3:07 ギロチンチョーク          | UFC Fight Night: Lewis vs. Daukaus                                | 2021年12月18日 |
| ○    | マリオン・レノー       | 5分3R終了 判定3-0                 | UFC on ESPN 21: Brunson vs. Holland                               | 2021年3月20日  |
| ○    | シャナ・ヤング         | 5分3R終了 判定3-0                 | UFC Fight Night: Anderson vs. Błachowicz 2                        | 2020年2月15日  |
| ×    | リナ・ランズバーグ     | 5分3R終了 判定0-3                 | UFC Fight Night: Hermansson vs. Cannonier                         | 2019年9月28日  |
| ○    | サラ・モラス           | 2R 2:22 TKO（パウンド）           | UFC Fight Night: Iaquinta vs. Cowboy                              | 2019年5月4日   |
| ○    | ジーナ・マザニー       | 1R 1:49 TKO（右フック→パウンド）  | UFC 235: Jones vs. Smith                                          | 2019年3月2日   |
| ○    | パニー・キアンザド     | 2R 2:11 リアネイキドチョーク      | The Ultimate Fighter 28 Finale 【女子フェザー級トーナメント決勝】 | 2018年11月30日 |
| ○    | アリソン・シュミット   | 5分3R終了 判定3-0                 | Invicta FC 29                                                     | 2018年5月4日   |
| ○    | ミランダ・ディアリング | 3R 1:38 腕ひしぎ十字固め          | CWC 16                                                            | 2017年10月21日 |

## 獲得タイトル
- The Ultimate Fighter 28女子フェザー級トーナメント優勝（2018年）

## 表彰
- UFCパフォーマンス・オブ・ザ・ナイト（3回）